# 颶風阿加莎 (2022年)
颶風阿加莎（英語：Hurricane Agatha）是自1949年有紀錄以來以來5月份吹襲墨西哥沿岸最強的太平洋颶風。為2022年太平洋颶風季的第1場獲命名風暴和第1場颶風。

## 氣象歷史
5月22日，國家颶風中心開始監控位於墨西哥西南岸的一個低壓區。5月26日早上6時，系統在特萬特佩克灣以南開始組織。隨著深層對流逐漸增長，國家颶風中心估計系統在5月28日早上3時組織成第一E號熱帶低氣壓。早上9時，系統達到熱帶風暴強度，國家颶風中心將其命名為「阿加莎」（Agatha） 。
阿加莎在獲命名後繼續穩步增強，其帶狀特徵越來越明顯。在微波影象顯示出阿加莎的對流組織漸趨改善，繼續鞏固低層環流中心，並發展成中心密集雲團 。國家颶風中心評估阿加莎在5月29日中午12時達到薩菲爾-辛普森颶風等級下的一級颶風標準。此時阿加莎所在海域海面溫度約為30°C，加上垂直風切少，驅使阿加莎迅速增強。29日晚上9時增強為二級颶風，颶風獵人觀測到最大持續風速達到110英里/小時（175公里/小時），最低氣壓為964毫巴（28.37 英寸汞柱）。
阿加莎的快速增強在5月30日轉趨減慢，且開始轉向東北移動。從衛星雲圖上，阿加莎開始發展出眼狀特徵，眼壁也變得越來越完整和紮實，並且有深層對流圍繞着中心。阿加莎於30日晚上9時在瓦哈卡州安赫爾港附近登陸，最大持續風速達到每小時165公里。風暴在登陸後繼續採取東北路徑移入內陸，受到地形摩擦影響，中心密集雲團開始瓦解，強度快速回落，在5月31日午夜12時減弱為1級颶風 ，3小時後減弱為熱帶風暴 ，並在當日中午12時減弱為熱帶低氣壓 。不久，阿加莎減弱為殘餘低壓，其低層環流當日在墨西哥南部山區消散。

## 防災措施和影響

颶風阿加莎於30日在瓦哈卡州安赫爾港登陸

墨西哥政府於5月28日對薩利納克魯斯至查卡華潟湖國家公園之間的沿海地區發布颶風警告，並在警告區域的東部和西部發布颶風預警和熱帶風暴預警 。瓦哈卡州和格雷羅州的州政府也分別發出警告。在瓦哈卡州，州政府官員向沿海地區發出警告並宣布學校停課，而格雷羅州的港口則關閉。阿卡普爾科、瓦圖爾科、安赫爾港和埃斯孔迪多的港口均禁止小型船隻出海。瓦哈卡州共建立118個緊急醫療設施和215個臨時避難所，可容納多達27,735人。在聖佩德羅波楚特拉開設14個避難所，埃斯孔迪多港設立203個避難所，該市的餐館和海灘均關閉。
5月29日晚，阿加莎的雨帶為阿卡普爾科帶來強降雨。一名男子被困在污水中，被消防員和紅十字會救出 。瓦哈卡州共有9人遇難，另有6人失踪。大部分傷亡都是由於南馬德雷山脈的洪水造成的，一些人被溢出的河水沖走或被泥石流所掩埋 。沿海地區也受到嚴重影響。通往聖佩德羅波楚特拉和瓦哈卡州的道路上的橋樑倒塌。根據墨西哥聯邦電力監察委員會的數據，瓦哈卡州有46,563人停電，鄰近的韋拉克魯斯有23,519人停電 。瓦哈卡州的破壞程度促使州長穆拉特要求該州26個城市宣布緊急狀態。
墨西哥政府撥款65億比索（3.23億美元）援助瓦哈卡州。截至6月18日，6.353億比索（3150萬美元）已用於緊急響應工作、恢復電力和分發救援物資。